# 综合保税区站 (郑州市)
综合保税区站是郑州地铁城郊线的地铁车站，位于中华人民共和国河南省郑州市航空港区（行政区划属中牟县）雍州路和始祖路交叉口北，富士康东西厂区之间。
城郊線与2号线实行直通运营，并开行大小交路列车，小交路列车从贾河站运行至南四环站折返，只有往返贾河站和郑州航空港站的大交路列车途經本站。

## 車站結構

### 车站楼层
综合保税区站的主体结构位于雍州路地下，呈南北走向，为地下二层车站，B1层为站厅层，B2层为站台层。
| 1F  | 地面     | 所有出入口                                       | 所有出入口                                       | 所有出入口                                       |
| B1F | 站厅     | 客服中心、自动售票机、行李检查、闸机、车站控制室 | 客服中心、自动售票机、行李检查、闸机、车站控制室 | 客服中心、自动售票机、行李检查、闸机、车站控制室 |
| B2F | █ 城郊线 | 往南四环/2号线贾河 （恩平湖）                    | 往南四环/2号线贾河 （恩平湖）                    | 往南四环/2号线贾河 （恩平湖）                    |
| B2F | 岛式站台 | 卫生间                                           | 至站厅                                           |                                                  |
| B2F | █ 城郊线 | 往郑州航空港站 （新郑机场）                      | 往郑州航空港站 （新郑机场）                      | 往郑州航空港站 （新郑机场）                      |

### 站厅
综合保税区站的站厅位于B1层，设有客服中心、自动售票机、行李检查等设施。站厅由闸机和栏杆分隔为付费区和非付费区，付费区内设有自动扶梯、步梯和无障碍电梯连接站台。

### 站台
综合保税区站设一座岛式站台，位于B2层，安装有高站台门。站台呈南北向，东侧站台面由城郊线往南四环/2号线贾河方向的列车使用，西侧站台面由城郊线往郑州航空港站方向的列车使用。站台北端设有卫生间。

### 出入口
综合保税区站现开通A、C、D共3个出入口，连接地面和站厅的非付费区。其中A、D口位于雍州路东侧，C口在地面又分为C1口和C2口，均位于雍州路西侧。D口设有无障碍电梯。
该站目前开通的出入口信息如下表所示。
|                     | 雍州路（东）                   | |              |          |
|                     | 雍州路（西）                   | |              |          |
|                     | 雍州路（西）                   | 郑州公交： \| 富士康F区东门 \| 富士康F区东门 \| 富士康F区东门 \| 富士康F区东门 \| 富士康F区东门 \| \| 编号 \| 路线 \| 路线 \| 路线 \| 备注 \| \| ------------- \| ------------------------------ \| ------------- \| ------------- \| ------------- \| \| 626 \| 郑州园博园南门 \| ⇆ \| 郑州航空港站 \| \| \| 627 \| 凌烟街慈航路 \| ⇆ \| 综保区海关 \| \| \| 631 \| 102省道大辛庄 \| ⇆ \| 综保区海关 \| \| \| 650 \| 雍州路始祖路（富士康招募中心） \| ⇆ \| 巢湖路长安路 \| \| \| 651 \| 雍州路始祖路（富士康招募中心） \| ⇆ \| 张庄办事处 \| \| \| Y636 \| 洞庭湖路滨河西路 \| ⇆ \| 机场T2航站楼 \| 夜间服务 \| |              |          |
|                     | 雍州路（东）                   | |              |          |
| 注： 设有无障碍电梯 |                                | |              |          |
| 富士康F区东门       |                                | |              |          |
| 编号                | 路线                           | 路线 | 路线         | 备注     |
| 626                 | 郑州园博园南门                 | ⇆ | 郑州航空港站 |          |
| 627                 | 凌烟街慈航路                   | ⇆ | 综保区海关   |          |
| 631                 | 102省道大辛庄                  | ⇆ | 综保区海关   |          |
| 650                 | 雍州路始祖路（富士康招募中心） | ⇆ | 巢湖路长安路 |          |
| 651                 | 雍州路始祖路（富士康招募中心） | ⇆ | 张庄办事处   |          |
| Y636                | 洞庭湖路滨河西路               | ⇆ | 机场T2航站楼 | 夜间服务 |

## 歷史
2017年1月12日，本站随鄭州地鐵城郊線（南四環 - 新鄭機場段）開通運營。在本站开通后，因新郑机场站未设置折返线，城郊线在恩平湖-新郑机场段采用“拉风箱”方式运营，双向列车在本站曾使用同一站台，直至2022年6月20日城郊线二期开通。